# غراسي
غراسي هو فيلم من نوع دراما أُصدر في 2007. الفيلم من توزيع Moviemax ‏، وهو من إخراج وسيناريو ديفيس غوغنهايم.

## القصة
تقع أحداث الفيلم في نيوجيرسي. وقصة الفيلم الرئيسية حول كرة القدم.

## طاقم التمثيل
- إليزابيث شو
- ماديسون أرنولد
- إيما بيل
- كارلي شرودر
- ديرموت مولروني
- جيسي لي سوفير
- أندرو شوي
- ليسلي لايلس [الإنجليزية]‏
- جون دومان

## الإنتاج
موسيقى الفيلم التصويرية كانت من تأليف مارك إشام.

## وصلات خارجية
- غراسي على موقع IMDb (الإنجليزية)
- غراسي على موقع ميتاكريتيك (الإنجليزية)
- غراسي على موقع روتن توميتوز (الإنجليزية)
- غراسي على موقع نتفليكس (الإنجليزية)
- غراسي على موقع قاعدة بيانات الأفلام العربية
- غراسي على موقع ألو سيني (الفرنسية)
- غراسي على موقع Turner Classic Movies (الإنجليزية)
- غراسي على موقع أول موفي (الإنجليزية)
- غراسي على موقع بوكس أوفيس موجو (الإنجليزية)
- غراسي على موقع فيلمافينيتي (الإسبانية)